# Fritzi Schwingl
Fritzi Schwingl (n. 28 iulie 1921, Viena, Republica Austriacă – d. 9 iulie 2016, Kötschach-Mauthen⁠(d), Carintia, Austria) a fost o caiacistă ce a reprezentat Austria, medaliată olimpică. A participat la o ediție a Jocurilor Olimpice (1948) în care a câștigat o medalie de bronz.

## Participări
Lista de mai jos prezintă principalele competiții la care a participat Fritzi Schwingl de-a lungul carierei.
- canoeing at the 1948 Summer Olympics – women's K-1 500 metres[*]